# 卡賴河
卡賴河是俄羅斯的河流，屬於霍皮奧爾河的右支流，由薩拉托夫州負責管轄，河道全長139公里，流域面積2,680平方公里，河水主要來自融雪，被用作灌漑農作物。